# Omar Kossoko
Omar Kossoko (né le 10 mars 1988 à Mantes-la-Jolie) est un footballeur français évoluant au poste d'attaquant.

## Biographie
En 2011, Omar Kossoko signe un contrat de trois ans pour l'AJ Auxerre. 

## Palmarès
- Vainqueur de la Coupe de Bulgarie en 2017